# Enagás

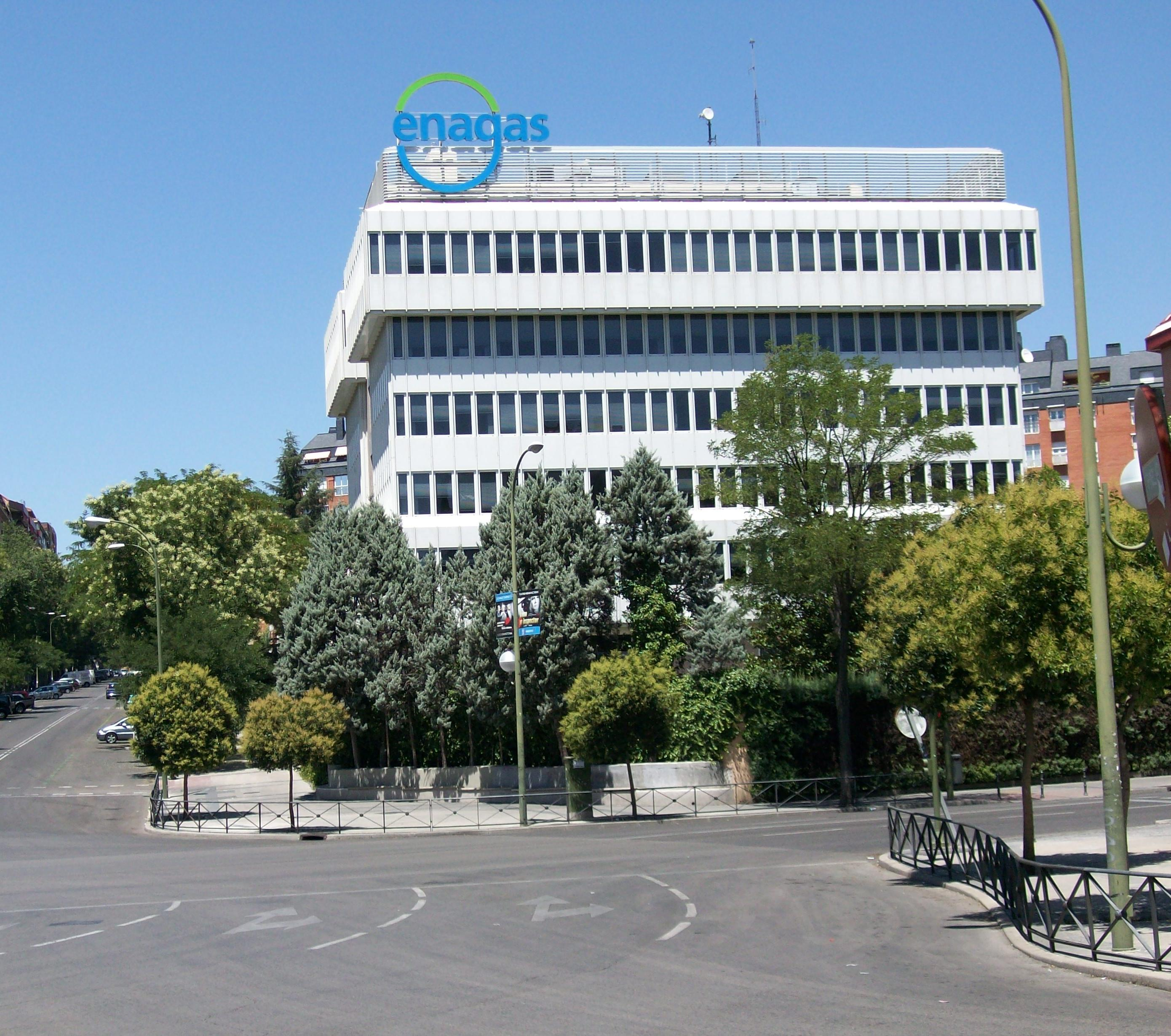
Hauptverwaltung in Madrid (2009)

Enagás mit Sitz in Madrid ist ein börsennotierter spanischer Fernleitungsnetzbetreiber für Erdgas.
Enagás betreibt etwa 10.000 km Pipelines in Spanien, zwei unterirdische Speicher und vier Regasifizierungsanlagen (Huelva, Barcelona, Cartagena and Gijon).
Außerdem hält das Unternehmen einen Anteil von 50 % an einer Regasifizierungsanlage in Bilbao (Bahía Bizkaia Gas) und 72,5 % am Saggas Terminal in Sagunt sowie 40 % des Terminals in Altamira in Mexiko (die übrigen 60 % hält das niederländische Unternehmen Vopak). Die Terminals in Spanien haben eine Speicherkapazität von 2.646.500 m³ LNG und eine Bereitstellungskapazität von 6.250.000 Nm³/h.
Das Unternehmen wurde als Empresa Nacional de Gas im Jahr 1975 durch die spanische Regierung (über die Staatsholding Instituto Nacional de Industria) gegründet, um ein landesweites Netzwerk an Gasleitungen aufzubauen. Nach der Privatisierung 1994 erwarb das Unternehmen Gas Natural einen beherrschenden Anteil. Seit 2002 hat Gas Natural seinen Anteil auf 5 % verringert, wie dies die spanische Regierung (damals spanische Regierung) seit Ende 2006 als maximale Anteilsgrenze vorschreibt.
70 % der Enagás-Aktien werden auf dem freien Börsenmarkt gehandelt.
Im September 2023 wurde bekannt gegeben, dass Enagás den Erwerb von 10 % der Anteile am Hamburger LNG- und Klimagas-Importterminal, der Hanseatic Energy Hub GmbH, abgeschlossen hat.